# Melbourne (Iowa)
Melbourne es una ciudad ubicada en el condado de Marshall en el estado estadounidense de Iowa. En el Censo de 2010 tenía una población de 830 habitantes y una densidad poblacional de 566,19 personas por km².

## Geografía
Melbourne se encuentra ubicada en las coordenadas 41°56′30″N 93°6′9″O / 41.94167, -93.10250. Según la Oficina del Censo de los Estados Unidos, Melbourne tiene una superficie total de 1.47 km², de la cual 1.47 km² corresponden a tierra firme y (0%) 0 km² es agua.

## Demografía
Según el censo de 2010, había 830 personas residiendo en Melbourne. La densidad de población era de 566,19 hab./km². De los 830 habitantes, Melbourne estaba compuesto por el 98.55% blancos, el 0.36% eran afroamericanos, el 0% eran amerindios, el 0% eran asiáticos, el 0% eran isleños del Pacífico, el 0% eran de otras razas y el 1.08% pertenecían a dos o más razas. Del total de la población el 0.96% eran hispanos o latinos de cualquier raza.